# Saison 2012 de l'Albirex Niigata
Maillots
Dernière mise à jour : 30 septembre 2012.
Chronologie
Saison précédente Saison suivante
La saison 2012 de l'Albirex Niigata est la 9e saison consécutive du club en première division du championnat du Japon.